# Михайловский сельсовет (Емельяновский район)
Михайловский сельсовет - упразднённое сельское поселение в Емельяновском районе Красноярского края.
Административный центр - село Михайловка.
Законом от 25 декабря 2018 года № 6-2401 Михайловский сельсовет был упразднен, а входившие в его состав населённые пункты были включены в состав сельсовета Памяти 13 Борцов с административным центром в посёлке Памяти 13 Борцов.

## Население
| 2010 | 2012 | 2013 | 2014 | 2015 | 2016 | 2017 |
| ---- | ---- | ---- | ---- | ---- | ---- | ---- |
| 19   | ↘8   | ↘2   | ↘0   | →0   | →0   | ↗2   |

## Состав сельского поселения
В состав сельского поселения входили 3 населённых пункта:
| № | Населённый пункт | Тип населённого пункта       | Население |
| - | ---------------- | ---------------------------- | --------- |
| 1 | Алексеевка       | деревня                      | →0        |
| 2 | Михайловка       | село, административный центр | →0        |
| 3 | Петропавловка    | деревня                      | →0        |

## Местное самоуправление
Дата избрания14.03.2010. Срок полномочий: 4 года
Глава муниципального образования
- Лузгин Анатолий Викторович. Дата избрания: 14.03.2010. Срок полномочий: 4 года